# Zeunera
Zeunera madeleinae
Genre
Espèce
Espèces de rang inférieur
- †Zeunera madeleinae Piton, 1936,
- †Zeunera superba Piton, 1940

Zeunera est un genre fossile d'insecte ou de blatte dans l'ordre des Blattodea. 
Zeunera madeleinae est une espèce fossile dans le genre Zeunera, dans la famille des Blattidae.

## Classification
Le genre Zeunera et l'espèce Zeunera madeleinae sont décrits en 1936 par le paléontologue français Louis Émile Piton (1909-1945),. 

### Fossiles
L'holotype vient de la collection Piton n° 56, conservée au Muséum national d'histoire naturelle de Paris et vient de la localité de Menat dans le Puy-de-Dôme, en Auvergne.
Le gisement de Menat, qui repose à ciel ouvert sur les roches du socle ancien du Massif central, n'a pas de connexion avec l'Oligocène de la Limagne ; sa datation a été très discutée, le dépôt ayant pu commencer à se former dès la fin de l'Eocène.

### Étymologie
L'épithète spécifique madeleinae évoque le prénom féminin « Madeleine » (probablement le prénom de sa femme).

## Espèces
Selon Paleobiology Database en 2022, le genre Zeunera comporte deux espèces Zeunera madeleinae et Zeunera superba Piton 1940,.

### Publication originale
- [1936] Louis Émile Piton, « Les Orthoptères Tertiaires d'Auvergne. », Miscellanea Entomologica, vol. 37,‎ 1936, p. 77-78. .